# Agustín Argüelles

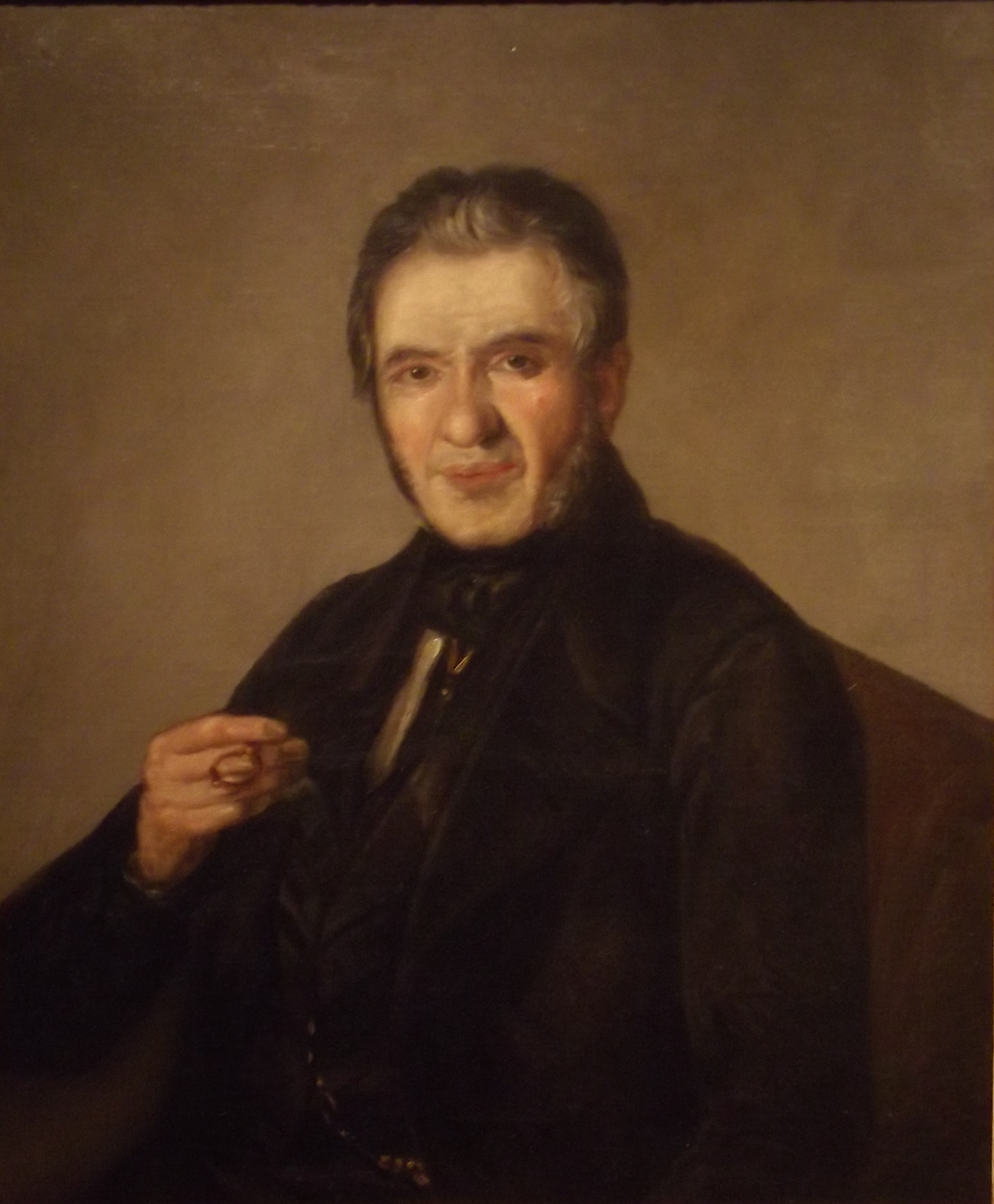
Agustín Argüelles, porträtiert von Leonardo Alenza

Agustín Argüelles (* 18. August 1776 in Ribadesella (Asturien); † 26. März 1844 in Madrid) war ein spanischer liberaler Politiker. 

## Leben
Agustín Argüelles entstammte einer angesehenen Familie, studierte an der Universität Oviedo die Rechtswissenschaften und ging dann nach Madrid, wo er von Espinosa, Direktor der Tilgungskasse, beim Sekretariat Interpretacion de lenguas angestellt wurde. Die Regierung übertrug ihm wichtige Missionen nach Portugal und London. Nach seiner Rückkehr aus England war Napoleons Krieg gegen Spanien ausgebrochen. Daraufhin schloss sich Arguelles 1808 den gegen die französische Besetzung der Iberischen Halbinsel Widerstand leistenden Kräften an, war in Cádiz Mitglied der Cortes und der mit Ausarbeitung der liberalen spanischen Verfassung von 1812 beauftragten Kommission und verfasste den berühmten Bericht, den diese bei Vorlegung des Entwurfs erstattete. Er trat für liberale Grundsätze wie Pressefreiheit, Abschaffung der Folter und Strafverfolgung von Sklavenhandel ein. Wegen seiner glänzenden, feurigen Beredsamkeit erhielt er den Beinamen il divino.
Als nach der Rückkehr König Ferdinands VII. (1814) die absolutistische Reaktion begann, wurde Argüelles am 10. Mai 1814 verhaftet und nach mehrfachen Verhandlungen schließlich vom König selbst zu zehnjähriger Zuchthausstrafe verurteilt. Diese verbüßte er zunächst in Ceuta, bis er auf Antrag des dortigen Bischofs nach Alcúdia auf Mallorca verlegt wurde, wo er auf Befehl des Generalkapitäns Coupigny eine unmenschliche Behandlung erlitt. Durch die Revolution von 1820 kam Argüelles wieder in Freiheit. Er wurde von seinen Anhängern nach Madrid geführt und vom König am 3. April 1820 zum Innenminister ernannt; seine Verwaltung dauerte aber kein Jahr, da Argüelles in der Hoffnung, dass der König jetzt die Konstitution halten werde, eine gemäßigte Politik verfolgte und den Radikalen wiederholt entgegentrat. Von diesen auf das heftigste angefeindet, vom König nicht unterstützt, musste er am 1. März 1821 mit seinen Kollegen seine Entlassung nehmen und wurde nun in den Cortes mit dem nachmaligen Ministerpräsidenten José María Calatrava Führer der gemäßigten Partei.
Als der König nach der französischen Intervention von 1823 die Verfassung aufhob, um wieder den Absolutismus einzuführen, entfloh Argüelles nach England. Dort verweilte er bis zu der 1833 verkündigten Amnestie und seiner damit verbundenen Rückberufung durch die zur Regentin proklamierte vormalige Königin Maria Christina. Als Mitglied der Cortes hielt er sich jedoch zur linksliberalen Partei der Progresistas und stand damit in Opposition zu den Moderados, mit denen die Regentin sympathisierte und welche von Januar 1834 bis September 1835 die von Francisco Martínez de la Rosa und danach vom Grafen von Toreno geführten Kabinette stellten.
Argüelles unterstützte dann aber die Regierung des zu den Progresistas gehörigen Politikers Juan Álvarez Mendizábal, der von September 1835 bis Mai 1836 spanischer Ministerpräsident war. So befürwortete er Mendizábals Vorschläge in den Cortes, u. a. die Einziehung der Klöster und geistlichen Stiftungen, Verkauf der Nationalgüter, unbeschränkte Pressefreiheit, Aufhebung der Zehnten, Ausdehnung des Wahlrechts und Ausschluss der Geistlichen von der Repräsentation. Nachdem Maria Christina im August 1836 zur Wiederinkraftsetzung der Verfassung von 1812 gezwungen und Calatrava zum neuen Ministerpräsidenten ernannt worden war, wurde Argüelles Vorsitzender einer mit der Revision der Konstitution von 1812 im gemäßigten Sinne beauftragten Kommission und dadurch Mitverfasser der Verfassung von 1837.
Wiederholt wurden Argüelles Portefeuilles angetragen, die er jedoch ausschlug. 1837 ernannte ihn die Regentin zum Mitglied des neuerrichteten Senats. Als Maria Christina ihre längst angefochtene Regentschaft schließlich im Oktober 1840 niederlegte, war Argüelles Kongresspräsident und einer der ersten Kandidaten für die Regentschaft. Er unterlag dann im Mai 1841 zwar Baldomero Espartero bei der Wahl zum Regenten, erhielt aber immerhin nächst diesem die meisten Stimmen. Daraufhin übertrugen ihm die Cortes am 10. Juli 1841 die Vormundschaft über die minderjährige Königin Isabella II. und ihre Schwester. 1843 legte er seine Vormundschaft nieder, als Espartero vertrieben wurde und das Parlament die 13-jährige Isabella II. vorzeitig für volljährig erklärte. Er starb am 26. März 1844 im Alter von 67 Jahren in Madrid.
Argüelles war eines der hervorragendsten Mitglieder der liberalen Partei Spaniens von 1812. Sein öffentliches wie sein Privatleben war makellos. Noch in höherem Alter sprach er in den Cortes stundenlang und mit zündender Energie.